# Machos (telenovela mexicana)
Machos fue una telenovela mexicana producida por Alexandra Muñoz para TV Azteca, es una versión de la telenovela chilena Machos, inició el 3 de octubre de 2005. Protagonizada por Iliana Fox y Rodrigo Cachero, con las participaciones antagónicas de Plutarco Haza y Vanessa Acosta y las actuaciones estelares de Héctor Bonilla, Julieta Egurrola, José Alonso, Pedro Sicard, Carlos Torres y Alberto Cassanova.

## Sinopsis
Machos es la apasionante historia de una familia tradicional, donde los hombres se han impuesto de generación en generación. Pero deberán tener cuidado, porque el destino podría alterar ese esquema. Las mujeres han cambiado y seguramente son ellas quienes se enfrentarán ante Ángel y sus hijos, celadores de la tradición de dominio y sometimiento de la familia más famosa de San Pedro del Peñón: los Mercader.
Secretos, mentiras, deseos de cambio y una lucha sin cuartel por la igualdad, serán algunos de los ingredientes de esta magna historia, al tiempo que pondrá en evidencia una realidad que nos es inherente a todos: La mujer merece una revaloración, pero también mostrará una faceta de los hombres que casi nunca es vista. ¿Lograrán los Mercader enderezar sus vidas y aprender que el rol del hombre en la sociedad moderna ha cambiado para siempre? La moneda está en el aire…

## Elenco
- Iliana Fox - Fernanda Garrido
- Rodrigo Cachero - Adán Mercader
- Plutarco Haza - Alejandro "Alex" Mercader
- Héctor Bonilla - Ángel Mercader
- Julieta Egurrola - Valentina de Mercader
- José Alonso - Gabino
- Pedro Sicard - Alonso Mercader
- Vanessa Acosta - Belén Martínez
- Alberto Casanova - Armando Mercader
- Kenia Gascón - Sonia Trujillo
- Carlos Torres - Ariel Mercader
- Jeannine Derbez - Consuelo Valdés
- Xavier Massimi - Adolfo Mercader
- Cecilia Ponce - Úrsula
- Fernando Noriega - Antonio Mercader
- Marcela Ruíz Esparza - Mónica Salazar Villavicencio
- Andrea Escalona - Carmen Salazar Villavicencio
- Ángela Fuste - Isabel Fonseca
- Ana Silvia Garza - Clemencia

## Versiones
- Machos (2003), una producción chilena de Canal 13, fue protagonizada por Héctor Noguera y Liliana Ross.

- Datos: Q3274516